# Renée Dangor

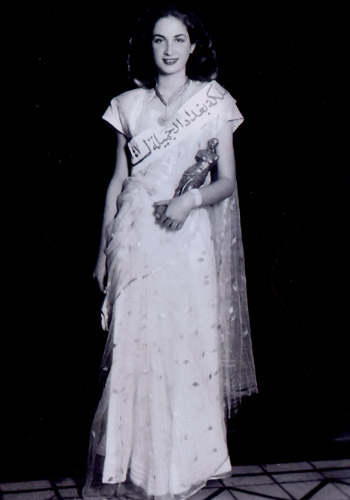
Renée Dangor como Miss Baghdad (1 de enero de 1948)

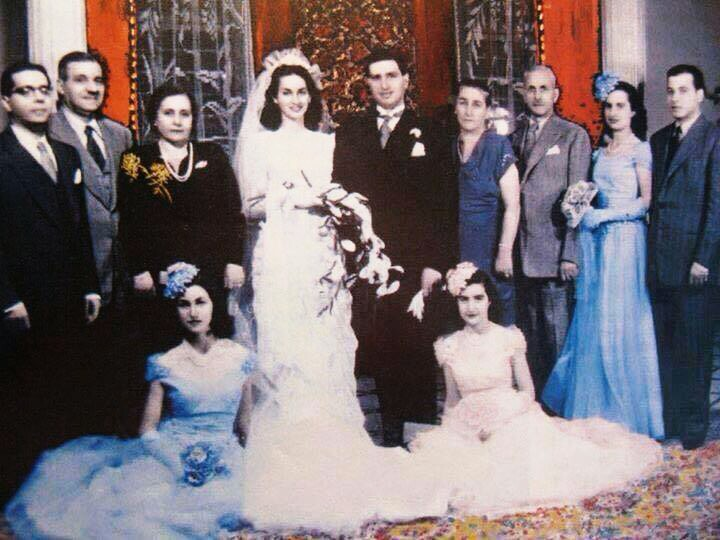
Casamiento de Renée Dangor con Naim Dangoor, noviembre de 1947

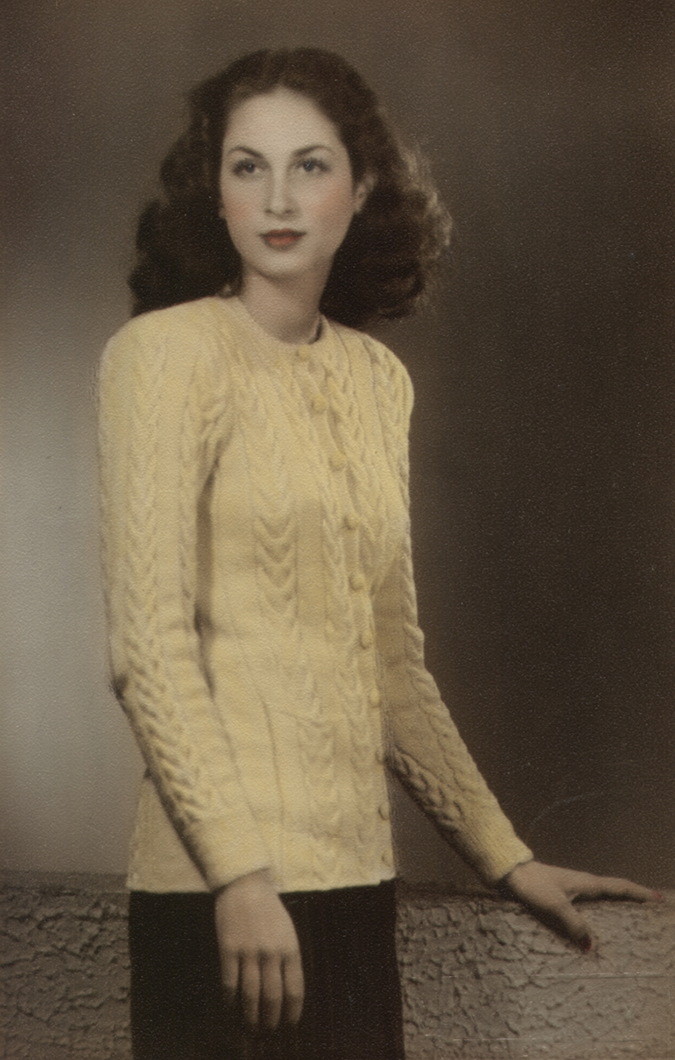
Fotografía coloreada de Renée Dangor tras su matrimonio

Renée Rebecca Dangor (en árabe: رينيه دنكور‎) fue la primera reina de belleza de la historia de Irak. Nació en diciembre de 1925 en el seno de una familia judeo-bagdadí en Shanghái, (República de China), y falleció el 9 de julio de 2008, en Londres (Reino Unido).

## Biografía
Renée Dangor perteneció a una familia prominente de judíos bagdadíes. Su padre, Moshe Dangor (1888-1962), fue un destacado doctor de Bagdad, cuyo padre había sido el Gran Rabino de Bagdad, Ezra Dangoor (1848–1930); mientras que su madre fue Sybil Luna Dangoor (1900-?). Su tío paterno, Eliahou Dangor (1883-1976), padre de su futuro esposo, administró la Imprenta Ezra Reuben Dangor, que había sido establecida en 1904 en Bagdad por su padre, el Gran Rabino, y era una de las más antiguas de Irak, de la cual se dice llegó a convertirse en la mayor imprenta de libros árabes.
Renée Dangor nació en Shanghái, donde su familia se encontraba temporalmente por razones de negocios. La familia regresó a Bagdad cuando ella era aún una niña. Renée Dangor fue coronada Miss Baghdad el 31 de diciembre de 1946, y en septiembre de 1947 le fue otorgado el título de Miss Irak. La celebración se realizó en el Club de Aviadores de Irak, durante el baile a beneficio del Año Nuevo. En noviembre de 1947, se casó con su primo, el Doctor Naim Dangoor (1914 – 2015), con el que tuvo cuatro hijos, uno de los cuales sería el empresario y filántropo David Dangoor. 
De acuerdo con David Dangoor, hijo de la pareja, la familia abandonó Irak en 1959, aunque el padre, Naim Dangoor, continuó manejando los negocios de la familia en Irak por algunos años más, hasta que aquellos le fueron expropiados.
La página web en memoria de Renée Dangor conserva un discurso suyo (en inglés) acerca de la historia de los judíos de Shanghái y de sus padecimientos durante la Segunda Guerra Mundial.
Renée Dangor falleció el 9 de julio de 2008, tras padecer de cáncer de mama.